# Denkmal für die Opfer der Gewaltherrschaft (Trier)

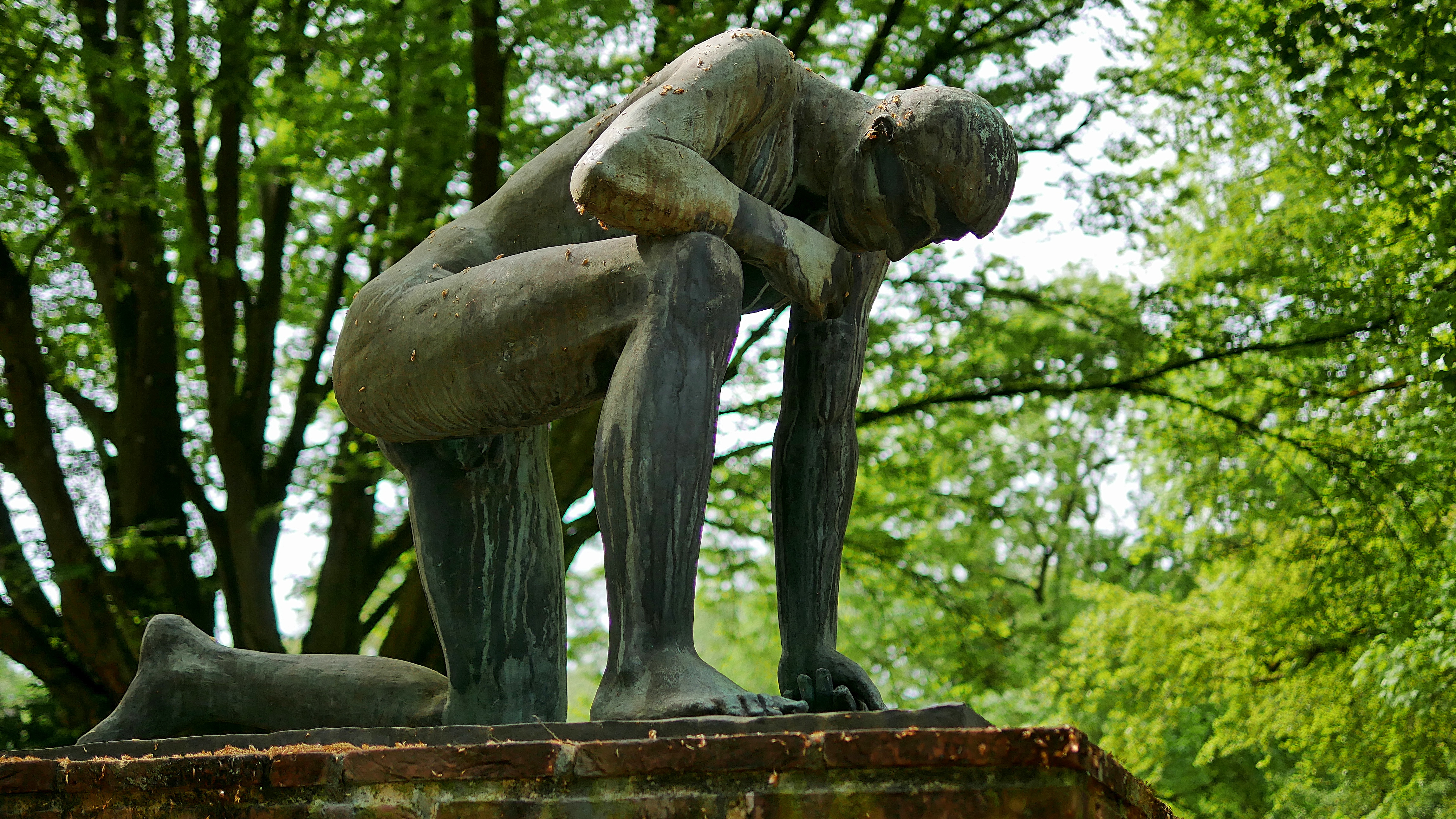
Bronzeplastik von Norden

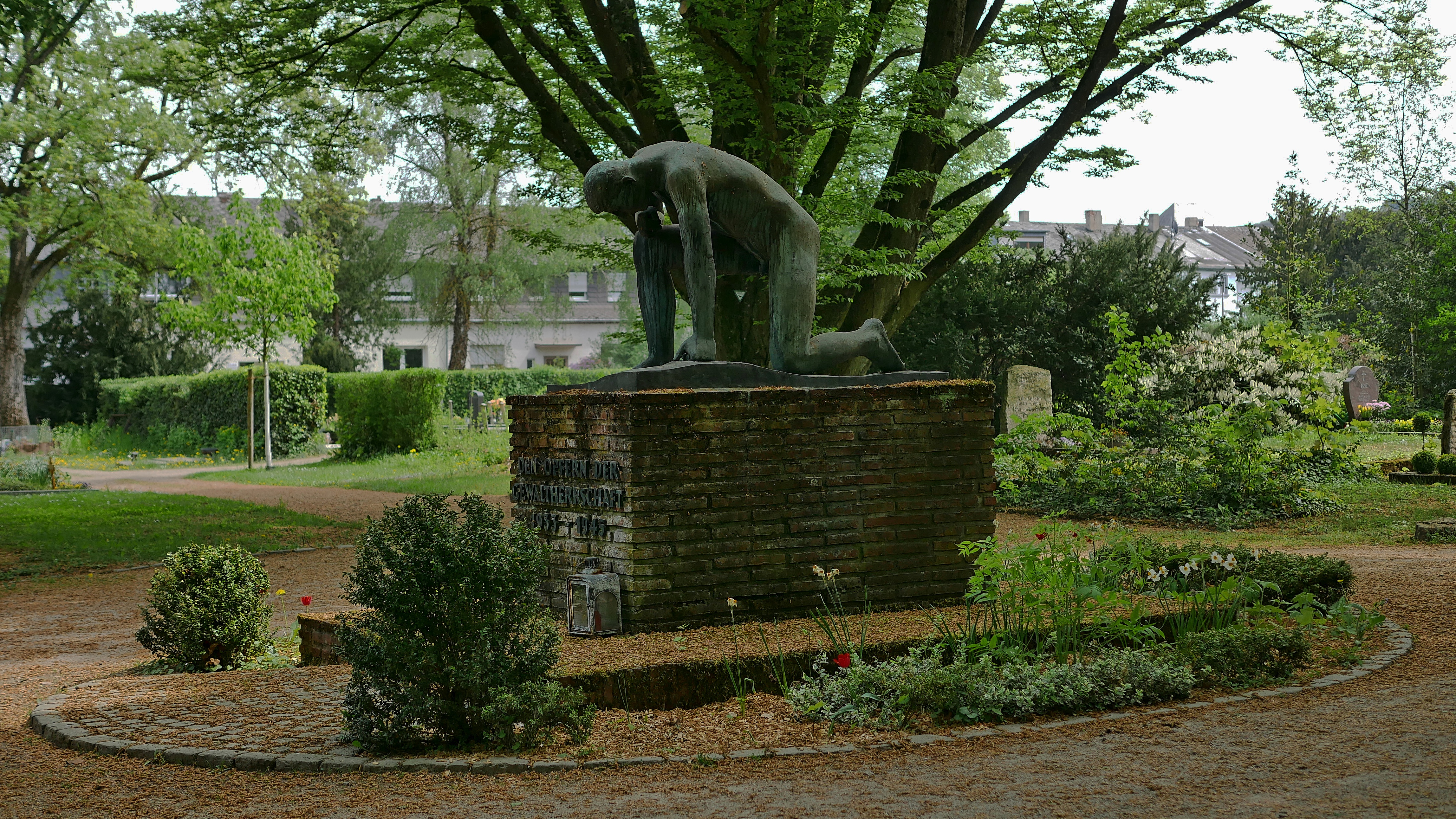
Gesamtes Denkmal von Süden

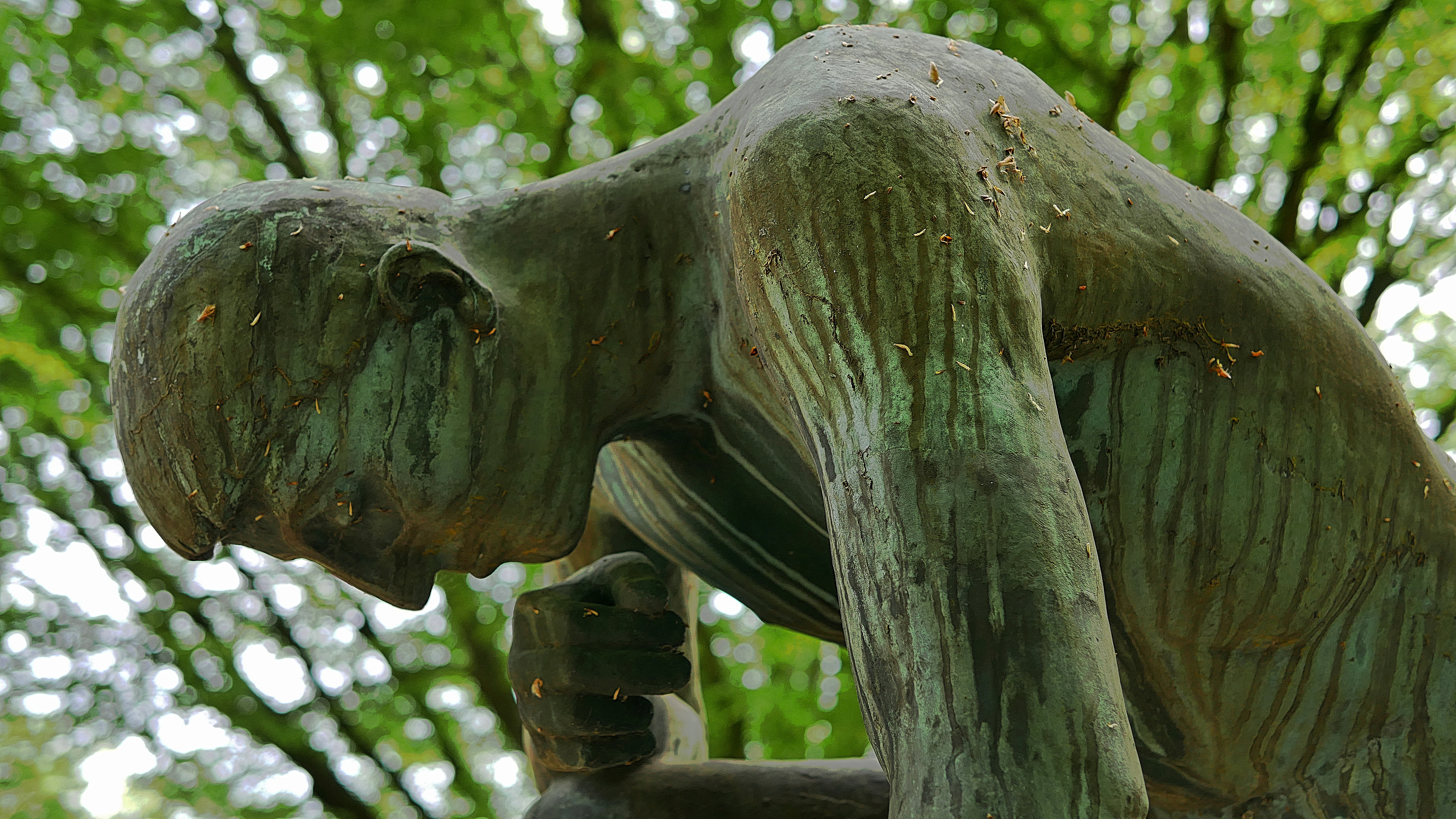
Detail

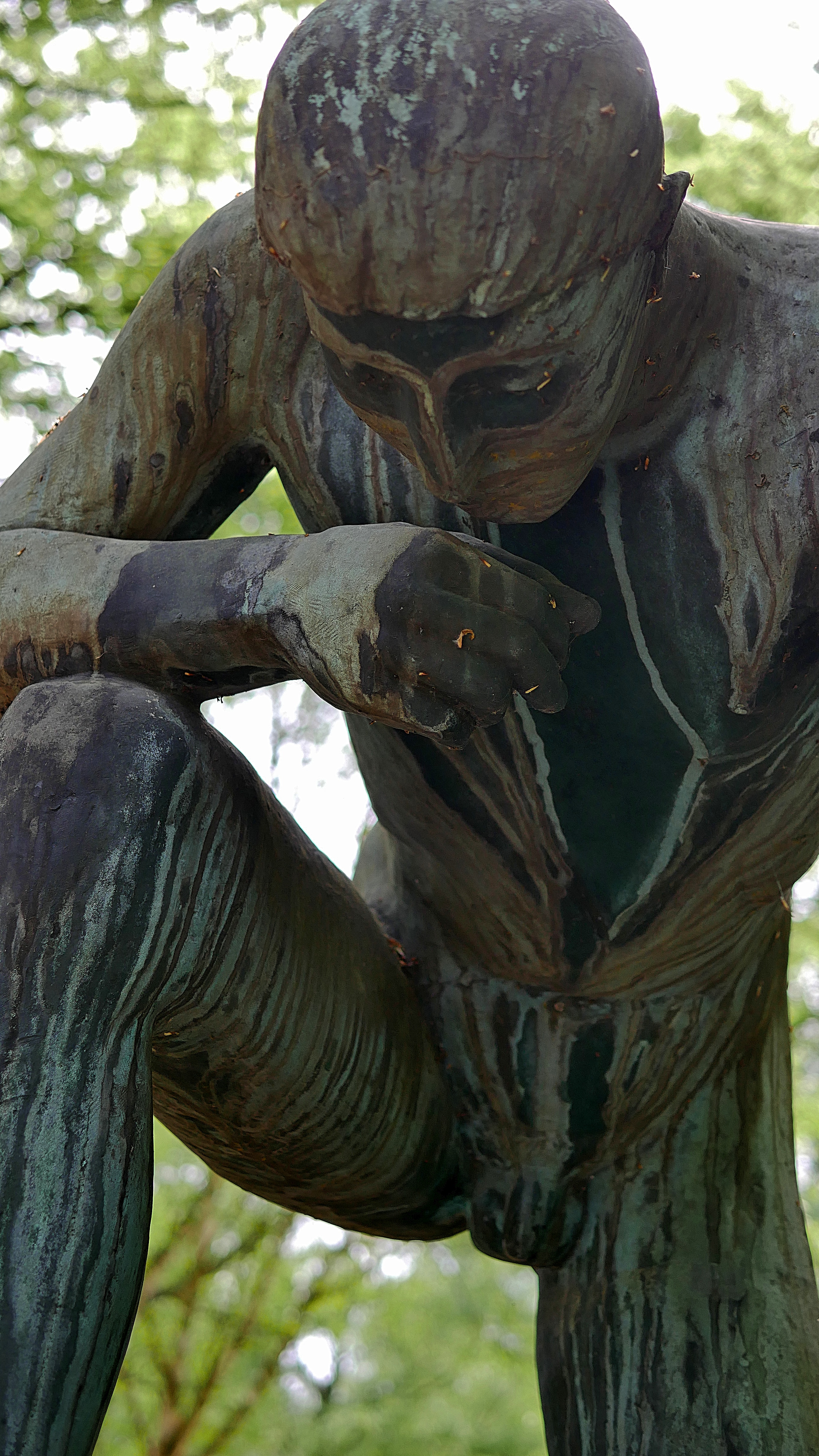
Detail

Das Denkmal für die Opfer der Gewaltherrschaft 1933 – 1945, auch der Große Kniende genannt, ist eine 1950 geschaffene lebensgroße Bronzeplastik auf einem Steinsockel im Trierer Hauptfriedhof. Sie steht im nördlichen Teil des Friedhofs. Direkt neben dem Denkmal befindet sich das jüdische Gräberfeld des Trierer Hauptfriedhofs.
Dargestellt ist ein nackter kniender Mann. Er stützt sich mit seiner zur Faust geballten linken Hand auf einen Stein, die Faust der rechten Hand ist vor seinem Gesicht. Anstatt auf dem Boden zu liegen, bäumt sich der Mann mit letzter Kraft auf. Die Figur steht für die Schmerzen, Demütigung Leid und Isolation der Opfer bei den Gräueltaten des NS-Regimes.
Das Denkmal wurde nach einer Vorlage des Trierer Bildhauers Michael Trierweiler (1908–1998) von H. Leidel in Köln gegossen. Es ist eines der Hauptwerke Michael Trierweilers. Er war gelernter Steinmetz und studierte Kunst an der Werkkunstschule in Trier, der Kölner Werkschule und 1933 bei einem Studienaufenthalt in Paris, für den er von der NS-Presse wütend angegriffen wurde. Nach der Einberufung zur Wehrmacht 1940 und der Kriegsgefangenschaft kehrte er 1946 nach Trier zurück und war bis 1956 Leiter der Bildhauerklasse der Werkkunstschule (heute Teil der Hochschule Trier). Er war in dieser Zeit Mitglied der Trierer Künstlervereinigung „Trierer Sezession“. Das Grab des Bildhauers befindet sich in unmittelbarer Nähe des Denkmals.
Das Denkmal war bei seiner Aufstellung umstritten, wurde vielfach missverstanden und erst Jahrzehnte später entsprechend gewürdigt. Dabei erregte vor allem die Nacktheit der Figur die Gemüter in den prüden 1950er Jahren. So wurde die Einweihungsfeier von nur wenigen Personen des öffentlichen Lebens besucht und das Friedhofsamt wurde aufgefordert dichteren Bewuchs anzupflanzen. Eine weitere Diskussion ging darüber, ob das Mahnmal nur für die Gewaltherrschaft der NS-Diktatur stehen soll oder auch für die Gräueltaten Stalins.